# Cribrinopsis crassa
Cribrinopsis crassa (Andrès, 1881) è un anemone di mare della famiglia Actiniidae, endemico del mar Mediterraneo.

## Descrizione
Anemone caratterizzato da tentacoli retrattili dalla forma tozza, piuttosto corti, di colore generalmente verde per via della presenza di alghe zooxantelle ma anche blu, azzurro, sempre con punta violacea.

## Biologia
Si nutre prevalentemente di notte. Spesso in simbiosi col gambero Periclimenes amethysteus o Periclimenes sagittifer.

### Riproduzione
Si riproduce in modo sia sessuato che asessuato.

## Distribuzione e habitat
Endemico del Mar Mediterraneo, non comune. Reperibile su fondali rocciosi, mai su sabbia, da 0 a 50 metri di profondità.